# Paul Schroeter (Verwaltungsjurist)

Paul von Schroeter als Mitglied des Corps Suevia Tübingen, Foto von Wilhelm Hornung, 1878

Paul Julius Sigismund Schroeter, seit dem 11. Juni 1902 Paul von Schroeter (* 8. Februar 1858 in Breslau; † 30. Dezember 1907 in Nieborowitzer Hammer im Kreis Rybnik Oberschlesien) war ein deutscher Verwaltungsbeamter und Fideikommissbesitzer. Er war der Bruder von Heinrich von Schroeter.

## Leben
Paul Schroeter besuchte das Breslauer Maria-Magdalenen-Gymnasium. Er studierte an den Universitäten Breslau, Tübingen und dann wieder Breslau Rechtswissenschaften. 1876 wurde er Mitglied des Corps Borussia Breslau. 1877 schloss er sich dem Corps Suevia Tübingen an. Nach dem Studium trat er in den preußischen Staatsdienst ein. 1891 wurde er zum Landrat des Landkreises Tost-Gleiwitz ernannt. Am 11. Juni 1902 wurde er in den preußischen Adelsstand erhoben, mit kaiserlicher Erlaubnis wurden außerdem seine Stiefsöhne Otto und Kurt unter dem Namen Friedrich-Schroeter ebenfalls in den Adelsstand erhoben. Am 1. Oktober 1905 legte er das Amt des Landrats nieder. Bei seiner Entlassung aus dem Staatsdienst wurde er zum Geheimen Regierungsrat ernannt. Er wurde Mitglied des Provinzial-Ausschusses.
Schroeter war Besitzer der Fideikommisse Schyglowitz und Nieborowitzer Hammer im Kreis Rybnik.